# 246P/NEAT
246P/NEAT – kometa krótkookresowa, należąca do rodziny Jowisza. 

## Odkrycie
Kometa została odkryta 28 marca 2004 w ramach programu obserwacyjnego NEAT.

## Orbita komety i właściwości fizyczne
Orbita komety 246P/NEAT ma kształt elipsy o mimośrodzie 0,29. Jej peryhelium znajduje się w odległości 2,87 j.a., aphelium zaś 5,17 j.a. od Słońca. Jej okres obiegu wokół Słońca wynosi 8,06 roku, nachylenie do ekliptyki to wartość 15,98˚.
Jądro tej komety ma rozmiary maks. kilku km.